# Neococytius cluentius
Neococytius cluentius este o specie de molie din familia Sphingidae. Este întâlnită în America de Sud, America Centrală, Mexic și Caraibe. 
Anvergura este de 140-160 mm. 
Larvele au fost observate hrănindu-se cu specii de Annonaceae și Piperaceae, și de asemenea cu Ipomoea batatas.